# Теорема Сохоцкого — Вейерштрасса

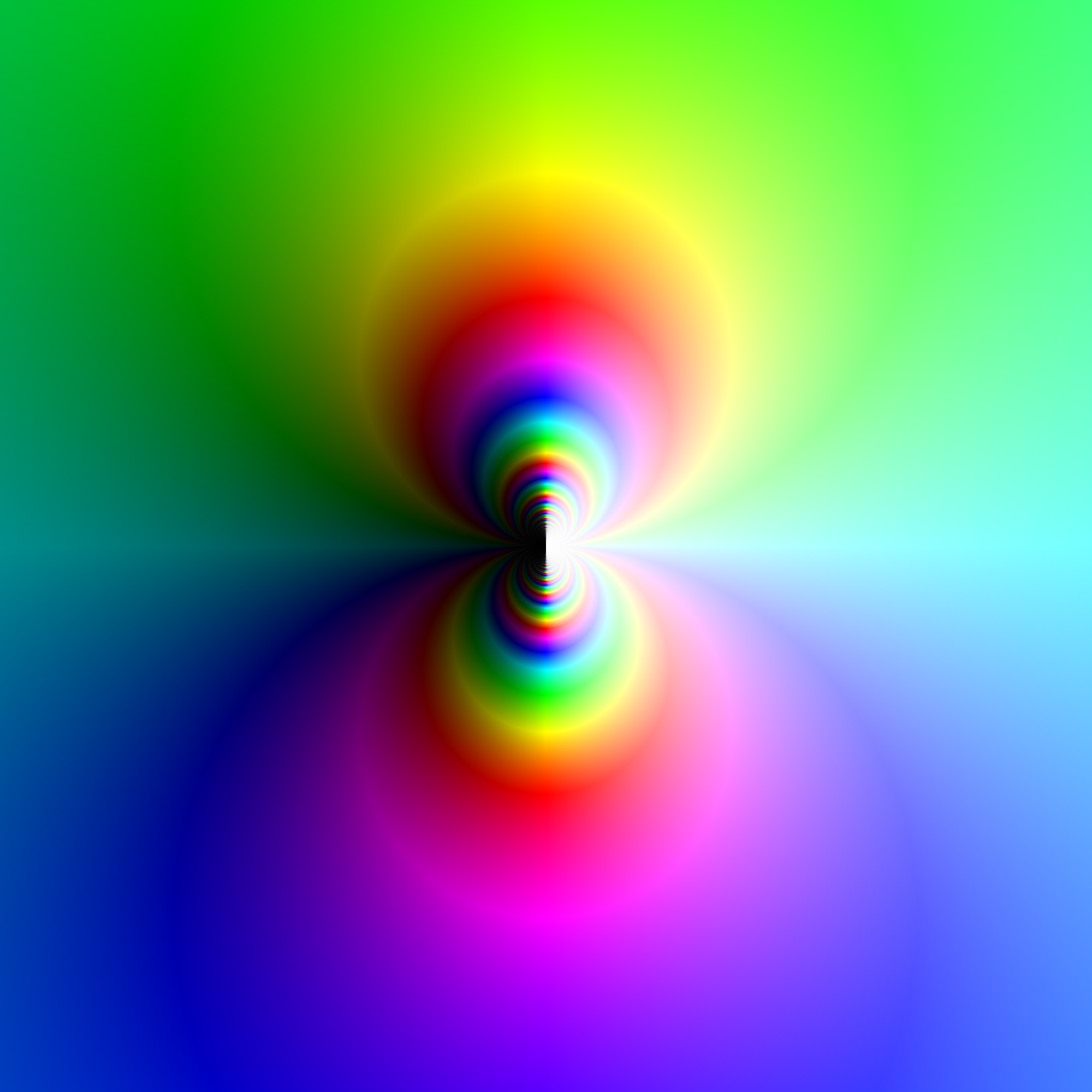
График функции комплексного переменного e^{1/z}.
Центрирован относительно существенно особой точки z = 0.
Цвет отражает аргумент, а яркость — модуль значения функции.

Теорема Сохоцкого — Вейерштрасса — теорема комплексного анализа, описывающая поведение голоморфной функции в окрестности существенной особой точки.
Она гласит, что всякая однозначная аналитическая функция в каждой окрестности существенно особой точки принимает значения, сколь угодно близкие к произвольному наперёд заданному комплексному числу.

## История
Была опубликована Ю. В. Сохоцким в 1868 году в его магистерской диссертации; в ней доказывалось, что «в полюсе бесконечного порядка» (так была названа существенно особая точка) функция «должна принимать всевозможные значения» (под значением функции в этой точке в этой работе понималось предельное значение по сходящейся к ней последовательности точек).
Одновременно с Сохоцким теорему о плотности образа проколотой окрестности существенно особой точки опубликовал итальянский математик Ф. Казорати в своей работе «Теория функций комплексных переменных». Вейерштрасс опубликовал эту теорему только в 1876 году в работе «К теории однозначных аналитических функций».
Впервые же она встречается у французских математиков Ш. Брио и Ж. К. Буке в работе по теории эллиптических функций.
Сохоцкий нигде не отстаивал своего приоритета по поводу этого и других своих результатов, приписывавшихся другим; в литературе на европейских языках теорема известна как теорема Казорати — Вейерштрасса.

## Формулировка
Каково бы ни было {\displaystyle \varepsilon >0}, в любой окрестности существенно особой точки  {\displaystyle z_{0}} функции {\displaystyle f(z)} найдётся хотя бы одна точка {\displaystyle z_{1}}, в которой значение функции {\displaystyle f(z)} отличается от произвольно заданного комплексного числа B  меньше, чем на {\displaystyle \varepsilon }.

## Доказательство
Предположим, что теорема неверна, т.е. 
{\displaystyle \exists B\in \mathbb {C} \qquad \exists \varepsilon >0\qquad \exists \eta _{0}>0:\qquad \forall z:|z-z_{0}|<\eta _{0}}
{\displaystyle |f(z)-B|>\varepsilon }
Рассмотрим вспомогательную функцию {\displaystyle \psi (z)={\frac {1}{f(z)-B}}}. В силу нашего предположения функция {\displaystyle \psi (z)} определена и ограничена в {\displaystyle \eta _{0}}-окрестности точки {\displaystyle z_{0}}. Следовательно  {\displaystyle z_{0}} - устранимая особая точка {\displaystyle \psi (z)}. Это означает, что разложение функции {\displaystyle \psi (z)} в окрестности точки {\displaystyle z_{0}} имеет вид:
{\displaystyle \psi (z)=(z-z_{0})^{m}{\stackrel {\sim }{\varphi }}(z)\qquad {\stackrel {\sim }{\varphi }}(z)\neq 0}.
Тогда, в силу определения функции {\displaystyle \psi (z)}, в данной окрестности точки {\displaystyle z_{0}} имеет место следующее разложение функции {\displaystyle f(z)}:
{\displaystyle f(z)=(z-z_{0})^{-m}\varphi (z)+B},
где аналитическая функция {\displaystyle \varphi (z)={\frac {1}{{\stackrel {\sim }{\varphi }}(z)}}} ограничена в {\displaystyle \eta _{0}}-окрестности точки {\displaystyle z_{0}}. Но такое разложение означает, что точка {\displaystyle z_{0}} является полюсом или правильной точкой функции {\displaystyle f(z)}, и разложение последней в ряд Лорана должно содержать конечное число членов, что противоречит условию теоремы.
■
Эквивалентным образом эта теорема может быть переформулирована следующим образом:
- Если точка {\displaystyle z_{0}} является существенно особой для функции {\displaystyle f(z)}, аналитической в некоторой проколотой окрестности {\displaystyle U=\{z:\,0<|z-z_{0}|<\varepsilon \}}, то для произвольного комплексного числа {\displaystyle w} можно найти последовательность {\displaystyle \{z_{n}\}\subset U}, сходящуюся к {\displaystyle z_{0}}, для которой {\displaystyle \{f(z_{n})\}\to w}.
- множество значений голоморфной функции в сколь угодно малой проколотой окрестности её существенной особой точки всюду плотно в {\displaystyle \mathbb {C} }.

## Обобщения
Теорему Сохоцкого обобщает Большая теорема Пикара, которая утверждает, что аналитическая функция в окрестности существенно особой точки принимает все значения кроме, быть может, одного значения.

## Комментарии
1. ↑  Теория интегральных вычетов с некоторыми приложениями. — СПб., 1868.
2. ↑  Сasorati F. Teorica delle funzioni di variabili complesse. — Pavia, 1868.
3. ↑  Weierstrass K. Zur Theorie der eindeutigen analytischen Funktionen // Math. Werkc, Bd 2, В. — P. 77-124.
4. ↑  С. Вriot, I. Bouquet. Théorie des fonctions doublement périodiques et en particulier des fonctions elliptiques. — 1859.